# Философски факултет (Скопски университет)
Философският факултет (на македонска литературна норма: Филозофски факултет) към Скопския университет „Св. св. Кирил и Методий“ е най-високата обществена, образователна и научна институция в областта на философските науки в Северна Македония.
Факултетът е първото научно заведение, в което се преподава на македонски литературен език. С неговото откриване всъщност са поставени основите на модерния университетски живот в Северна Македония. Училището се намира в комплекса на Скопския университет. Философският факултет в Скопие започва работа през 1920 година, като автономен клон на Белградския университет.

## Институти
Философският факултет днес се състои от десет института:
- Институт по философия
- Институт по педагогика
- Институт по социология
- Институт по психология
- Институт по история
- Институт по история на изкуството и археология
- Институт по класически изследвания
- Институт по отбрана и сигурност
- Институт по социална работа и социалната политика
- Институт по дефектология
- Институт по изследване на възрастовите групи